# Hal Lindsey
Harold Lee (Hal) Lindsey (Houston (Texas), 23 november 1929 – Tulsa (Oklahoma), 25 november 2024) was een Amerikaans evangelist en christelijk schrijver. Hij was een prominente christelijke zionist en hing het dispensationalisme aan. 

## Levensloop
Lindsey, een zoon van Percy Lindsey en Daisy Freeman, studeerde aan de Universiteit van Houston toen hij opgeroepen werd voor de Koreaanse Oorlog. Na zijn diensttijd uitgediend te hebben, ging hij aan het werk als sleepbootkapitein op de Mississippi. Volgens zijn eigen website (zie bij Externe links) overwoog hij ernstig om zelfmoord te plegen toen zijn eerste huwelijk op de klippen liep. Toen hij met deze plannen in een vergevorderd stadium was, kreeg hij toevallig een Nieuwe Testament in handen van de Gideons dat in de hotelkamer lag waar hij toen logeerde.
Door het lezen hiervan maakte hij een bekering tot het christelijk geloof door en zag af van zijn zelfmoordplannen. Hij werd een fanatiek lezer van de Bijbel; vooral de profetische gedeelten hadden zijn bijzondere interesse. Omdat hij in de toenmalige wereldsituatie (de jaren vijftig) de vervulling ervan meende te zien, sterkten deze hem in zijn mening dat de Bijbel het Woord van God is.
Lindsey ging in 1958 aan het Dallas Theological Seminary studeren, waar hij afstudeerde met een theologische graad. Vervolgens, met zijn tweede vrouw Jan, werkte hij tot 1969 bij Campus Crusade for Christ en daarna tot 1976 bij een zendingsgenootschap in Californië.
Zijn boeken vinden massaal aftrek. Volgens de theoloog en godsdienstwetenschapper Stephen Sizer heeft Lindsey meer dan 40 miljoen exemplaren verkocht.

### De planeet die Aarde heette
Gedurende deze periode schreef hij wat zijn bekendste boek zou worden, The Late, Great Planet Earth (1970), vertaald in het Nederlands als De planeet die Aarde heette. Dit werd een wereldwijde bestseller, een van de best verkochte boeken van de jaren zeventig, die ervoor zorgde dat Lindsey op slag bekend en tevens miljonair werd. Uitgebracht vlak na de Zesdaagse Oorlog gaf het een sterke impuls aan het dispensationalisme en steun aan de daarmee samenhangende opvatting dat de Joden het uitverkoren volk van God zijn. Hij verscheen in tal van praatprogramma's en christelijke programma's die over profetie gingen. Ook in Nederland verscheen hij een paar keer bij de Evangelische Omroep op de televisie. Sindsdien is Lindseys boek in 54 talen uitgebracht, zelfs in dure, luxueus in leer gebonden uitgaven. Mede doordat het boek nog steeds wordt gedrukt, zijn er tot nu toe 35 miljoen exemplaren over de toonbank gegaan. Veel van Lindseys latere boeken zijn vervolgen, revisies en uitbreidingen op De planeet die Aarde heette.

### Verdere activiteiten
Lindsey is een fervent aanhanger van de Christian Voice, een rechtse, zeer nationalistische en christelijke organisatie in de Verenigde Staten. Zo verklaarde hij in het tv-programma International Intelligence Briefing (vertaald: internationaal inlichtingenoverzicht) van deze organisatie (uitgezonden door Trinity Broadcasting Network - TBN) zo vaak als hij kon dat de antichrist afkomstig zou zijn uit de Europese Unie of uit Rusland (voorheen noemde hij de Sovjet-Unie al het 'rijk van het kwaad') en omschrijft hij 'liberals' als "an enemy that hides in the shadows, doesn't play by any of the rules, and is determined to use any means to bring about our literal annihilation" (vertaald: "een vijand die zich verstopt in de schaduw, zich aan geen enkele regel houdt, en vastbesloten is om elk middel te gebruiken dat onze letterlijke vernietiging teweeg kan brengen"). Overigens is de term 'liberals' in de VS de (meestal denigrerende) benaming voor de in conservatief Amerikaanse ogen linkse Democratische partij en niet, zoals in Europa soms wordt gedacht, voor de rechtse liberalen.
Lindsey maakt verschillende tv-programma's zoals The Hal Lindsey Report over Bijbelse profetie en de relatie met hedendaagse wereldgebeurtenissen. Hij is drie keer getrouwd geweest en leeft nu samen met JoLyn Lindsey.

## Uitleg van Bijbelse profetieën
Kenmerkend voor Lindseys bijbeluitleg is een voortdurende gerichtheid om bijbelteksten in een actueel en futuristisch schema te zetten en voorspellende betekenissen te geven in een door God 'voorgeschreven' tijd. Lindsey gelooft bijvoorbeeld dat in het boek Openbaringen moderne wapensystemen beschreven worden. In There's a New World Coming geeft hij op pagina 61 zelfs referenties voor het type wapensystemen: Johannes zou op Patmos Cobra-helikopters hebben gezien, maar was zich hier zelf niet van bewust geweest.
In De planeet die Aarde heette schreef Lindsey dat in de eindtijd de VS geen rol van betekenis meer speelde omdat hij Amerika niet terug kon vinden in de profetische boeken Daniel en Openbaring. Hij voorspelde tevens dat de Europese Unie (destijds de EEG) de directe voorloper was van een hernieuwd Romeins Rijk, bestaande uit 10 landen, dat ten slotte onder leiding van de antichrist de wereld voor korte tijd zou beheersen. Zijn oorspronkelijke voorspellingen veronderstelden dat de Koude Oorlog voor onbepaalde tijd zou voortduren: hij identificeerde de Sovjet-Unie als de apocalyptische persoon Gog. Ook meende Lindsey dat de 'tegencultuur' van de hippies en de opkomende New age van de jaren zestig de dominante wereldcultuur zou worden en uitgroeien tot de valse wereldreligie, die alle eerdere wereldreligies onder leiding van de antichristmedewerker de valse profeet, in zich zou verenigen en die de antichrist aan de macht zou brengen. Voordat de antichrist zijn openbare optreden zal beginnen zal de opname der gemeente plaatsvinden.
Hiermee zou het zout dat bederf tegengaat verwijderd zijn en de weg voor de antichrist openliggen om de wereld in zijn macht te krijgen. Dit zal, na in een Blitzkrieg weerspannige landen in het gareel gebracht te hebben, zeer snel geschieden. Daarna zou het hernieuwde Romeinse wereldrijk dat een eveneens hernieuwde Pax Romana aan de mensheid oplegt, een verbond sluiten met Israël tegen de Arabieren. Zelfs zouden de Joden onder dit verdrag dan de derde Joodse tempel kunnen bouwen zodat de oude joodse offerdienst weer hersteld kan worden. Een tijd van voorspoed breekt dan aan waarbij de antichrist steeds meer goddelijke eer voor zichzelf opeist en waarbij een persoonsverheerlijking wordt ingevoerd die haar weerga in de geschiedenis nog niet gekend heeft. Ten slotte zal de antichrist zijn verdrag met Israël na drie en een half jaar schenden door zichzelf tot God te verklaren en plaats te nemen in de herbouwde tempel om zich te laten aanbidden.
Overal in de wereld worden beelden opgericht van de antichrist die eveneens goddelijke eer bewezen moeten worden. Iedereen die dit weigert krijgt niet het teken van het beest op zijn voorhoofd en hand, wordt uitgesloten van de wereldeconomie en wordt ten slotte zelfs ter dood gebracht. Hierdoor ontstaat een wereldwijde opstand tegen de antichrist. Rusland, de Arabieren en China maken hiervan gebruik om het juk van de antichrist van zich af te schudden en Israël en Europa binnen te vallen. Lindsey voorspelde dat Israël een van de rijkste landen ter wereld zou worden als de welhaast oneindige olievelden in de bodem en de chemische delfstoffen van de Dode Zee geëxploiteerd zouden worden. Hierdoor zou het een aantrekkelijke buit zijn voor Gog en Magog om te veroveren. Dit is dan de Derde Wereldoorlog die drie en een half jaar zal duren, zoals Lindsey ziet weergegeven in de Bijbelse profetieën. Nadat na vele plagen, oorlogen en bovennatuurlijke wereldrampen bijna de mensheid is gedecimeerd en Israël en het joodse volk zelfs geheel vernietigd dreigen te worden, vindt de wederkomst van Jezus plaats.
Hij vernietigt de aanvallende legers en de antichrist (de grootste slag van de geschiedenis: de slag van Armageddon) en landt op de Olijfberg die dan middendoor splijt. Hierna begint het Duizendjarige rijk waarbij Jezus regeert over de aarde als de Koning en Messias van Israël waarbij alle aan Israël gedane profetieën vervuld worden. Op het laatst komt er nog een opstand van ontevredenen, die echter snel wordt neergeslagen, waarna het laatste oordeel over de dan levenden en de herrezen doden plaatsvindt. Daarna vergaan de oude wereld en hemel en komen er een eeuwige nieuwe hemel en aarde waar God alles en in allen is.
Hal Lindsey verklaarde dat al deze gebeurtenissen aan het einde der tijden zouden aanbreken voordat de generatie die de oprichting van de staat Israël (1948), 'het uitbotten van de oude olijfboomstronk', had meegemaakt gestorven zou zijn (Matteüs 24:34: "Waarlijk Ik zeg u, deze generatie zal niet voorbijgaan voordat al deze dingen vervuld zullen zijn.")
Dit alles zou daarom "hoogstwaarschijnlijk" plaatsvinden in de jaren zeventig en op zijn laatst de jaren tachtig.

## Kritische kanttekeningen
Na de eerste uitgave van The late great planet Earth verschenen er al snel Christelijke boeken (seculiere schrijvers gaven uiteraard nauwelijks aandacht aan dit soort theologische debatten), die Lindseys beweringen kritisch benaderden. Deze kritiek richtte zich vooral op zijn 'inlegkunde' dat wil zeggen de manier waarop hij hedendaagse gebeurtenissen verbond met profetie van 2000 à 3000 jaar geleden zonder de context ervan in de gaten te houden. Volgens sommigen zijn zijn voorspellingen weinig anders dan die van John Nelson Darby maar dan in een modern (en populairder) jasje gestoken. Hierbij zou Lindsey te vaak gebruikgemaakt hebben van knip- en plakwerk: alleen die profetische zinsneden gebruiken die toepasselijk lijken en andere, zelfs als die duidelijk met elkaar verband houden, negeren. Ook zijn overige exegese oogstte geen instemming onder theologen.
Sinds ongeveer 1980 verschuift Lindsey de eerste vermelde tijdsperiode van vervulling, de jaren zeventig, steeds verder naar de toekomst. Een later boek van Lindsey The 1980s: Countdown to Armageddon veronderstelde dat de slag van Armageddon kort na 1990 zou plaatsvinden. Nu spreekt hij over vervulling "ergens in het begin van de 21e eeuw".

### Israël
Populaire schrijvers als Hal Lindsey, Tim LaHaye en John Hagee hadden een heel grote invloed op de Amerikaanse publieke opinie. Via hun doctrine werd de stichting van de staat Israël en de handhaving daarvan decennialang gelegitimeerd. De hele wereld werd gezien in het licht van het politieke fenomeen "Israël". De stichting daarvan werd door velen beschouwd als de voornaamste ingreep van God sinds de hemelvaart van Jezus. Televisiedominees stelden dat verzet tegen de gang van zaken rond dit historische moment gelijk stond aan verzet tegen God.
Lindsey overleed op 25 november 2024 op 95-jarige leeftijd.

## Boeken
- De planeet die aarde heette... (vertaling van The late great planet earth), samen met Carole Carlson, 1972, 189 p., Novapres - Laren, ISBN 90-245-0158-X
- Op weg naar een nieuwe wereld (vertaling van There's a new world coming), 1973, 271 p., Novapres - Laren (Noord-Holland), ISBN 90-245-0259-4
- Satan leeft onder ons (vertaling van Satan is alive and well on planet Earth), samen met Carole Carlson, 1974, 222 p., Novapres - Laren, ISBN 90-245-0234-9
- De bevrijding van de planeet Aarde (vertaling van The liberation of planet Earth), 1975, 211 p., Novapres - Laren, ISBN 90-245-0301-9
- De belofte (vertaling van The promise), 1976, 99 p., Novapres - Laren, ISBN 90-245-0330-2
- De laatste generatie (vertaling van Hope for... the terminal generation), samen met Carole Carlson, 1977, 205 p., Novapres - Laren, ISBN 90-245-0377-9
- Op weg naar het einde der tijden (vertaling van The 1980's countdown to Armageddon), 1981, 186 p., Novapres - Utrecht, ISBN 90-245-0716-2
- De Heer tegemoet (vertaling van The rapture), 1983, 159 p., Novapres - Utrecht, ISBN 90-6318-041-1
- Een nieuwe holocaust? (vertaling van The road to holocaust), 1993, 268 p., Novapres - Apeldoorn, ISBN 90-6318-039-X
- Planeet aarde 2000 A.D. (vertaling van Planet earth, 2000 A.D.), 1995, 287 p., Novapres - Apeldoorn, ISBN 90-6318-069-1
- De laatste veldslag (vertaling van The final battle), 1996, 264 p., Novapres - Apeldoorn, ISBN 90-6318-084-5
- En de maan werd als bloed (vertaling van Blood moon), 1997, 301 p., Novapres - Apeldoorn, ISBN 90-6318-114-0
- Hal Lindsey omnibus: De planeet die aarde heette, Satan leeft onder ons, De bevrijding van de planeet aarde, 1997, 562 p., Novapres - Apeldoorn, ISBN 90-6318-031-4
- Vanished into Thin Air: the Hope of Every Believer, 1999, 396 p., Western Front, ISBN 188884843X (compilatie van eerdere boeken over de opname van de gemeente, niet vertaald in het Nederlands)
- The Everlasting Hatred: The Roots of Jihad, 2002, 265 p., Oracle House, ISBN 1931628157 (studie over het islamitisch terrorisme en de oorsprong daarvan, niet vertaald in het Nederlands)

## Kritische literatuur
- Stephen Sizer, Christian Zionism. Road-map to Armageddon?, Nottingham 2004, pp. 112–134, 155-158, 163-168, enz. ISBN 978-1-84474-050-5
- Stephen Sizer, Zion's Christian Soldiers?, Nottingham 2007, ISBN 978-1-84474-214-1